# Світова серія боксу 2015
V-ий сезон світової серії боксу розпочався 15 січня 2015 року в Лондоні поєдинком між "Британськими левовими серцями" та "Китайськими драконами".

## Формат змагань
В змаганнях беруть участь 16 команд розподілених на дві групи по 8 команд в кожній. Команди проводять два поєдинки кожна з кожною вдома і на виїзді. Матчева зустріч складається з п'яти боїв у п'яти вагових категоріях. Переможець групи виходить одразу в півфінал, команди що займають друге та третє місце виходять в чвертьфінал.

## Групова стадія

### Група А

#### Таблиця
| №  | Команда                     | КУБ | УКР | БРТ | РОС | МЕК | КИТ | АЛЖ | МАР |
| -- | --------------------------- | --- | --- | --- | --- | --- | --- | --- | --- |
| 1. | Кубинські приборкувачі      |     |     | 4:1 | 5:0 |     | 5:0 | 5:0 | 5:0 |
| 2. | Українські отамани          | 2:3 |     | 3:2 |     | 4:1 | 4:1 |     | 2:3 |
| 3. | Британські левові серця     |     | 1:4 |     |     | 2:3 | 3:2 | 4:1 | 2:3 |
| 4. | Російська боксерна команда  | 1:4 | 5:0 | 5:0 |     | 5:0 | 5:0 |     | 5:0 |
| 5. | Мексиканські воїни          | 1:4 | 5:0 |     |     |     | 4:1 | 4:1 | 4:1 |
| 6. | Китайські дракони           | 0:5 | 2:3 | 4:1 | 1:4 |     |     |     | 4:1 |
| 7. | Алжирські пустельні яструби | 0:5 | 2:3 |     | 1:4 | 2:3 | 3:2 |     |     |
| 8. | Марокканські атласні леви   | 1:4 | 3:2 | 3:2 |     | 2:3 |     | 3:2 |     |

#### Підсумкова таблиця групи А
| Команда                     | Очки | Місце |
| --------------------------- | ---- | ----- |
| Кубинські приборкувачі      | 42   | 1     |
| Російська боксерна команда  | 21   | 2     |
| Українські отамани          | 21   | 3     |
| Мексиканські воїни          | 19   | 4     |
| Марокканські атласні леви   | 16   | 5     |
| Китайські дракони           | 9    | 6     |
| Британські левові серця     | 9    | 7     |
| Алжирські пустельні яструби | 0    | 8     |

#### Результати
| Перший тиждень |                         |           |                           |
| Дата           | Господарі               | Результат | Гості                     |
| 15 січ. '15    | Британські левові серця | 3-2       | Китайські Дракони         |
| 16 січ. '15    | Кубинські приборкувачі  | 5-0       | Марокканські атласні леви |
| 16 січ. '15    | Українські отамани      | 4-1       | Мексиканські воїни        |

| П'ятий тиждень |                             |           |                           |
| Дата           | Господарі                   | Результат | Гості                     |
| 12 лютого '15  | Російська боксерна команда  | 5-0       | Британські левові серця   |
| 13 лютого '15  | Китайські дракони           | 4-1       | Марокканські атласні леви |
| 13 лютого '15  | Алжирські пустельні яструби | 2-3       | Українські отамани        |
| 14 лютого '15  | Мексиканські воїни          | 1-4       | Кубинські приборкувачі    |

| Дев'ятий тиждень |                            |           |                             |
| Дата             | Господарі                  | Результат | Гості                       |
| 12 березня '15   | Британські левові серця    | 1-4       | Українські отамани          |
| 13 березня '15   | Російська боксерна команда | 5-0       | Китайські дракони           |
| 13 березня '15   | Кубинські приборкувачі     | 5-0       | Алжирські пустельні яструби |
| 13 березня '15   | Марокканські атласні леви  | 2-3       | Мексиканські воїни          |

| Другий тиждень |                             |           |                            |
| Дата           | Господарі                   | Результат | Гості                      |
| 23 січня '15   | Китайські дракони           | 1-4       | Російська боксерна команда |
| 23 січня '15   | Українські отамани          | 3-2       | Британські левові серця    |
| 24 січня '15   | Алжирські пустельні яструби | 0-5       | Кубинські приборкувачі     |
| 24 січня '15   | Мексиканські воїни          | 4-1       | Марокканські атласні леви  |

| Шостий тиждень |                            |           |                             |
| Дата           | Господарі                  | Результат | Гості                       |
| 20 лютого '15  | Кубинські приборкувачі     | 4-1       | Британські левові серця     |
| 20 лютого '15  | Марокканські атласні леви  | 3-2       | Алжирські пустельні яструби |
| 21 лютого '15  | Мексиканські воїни         | 4-1       | Китайські дракони           |
| 21 лютого '15  | Російська боксерна команда | 5-0       | Українські отамани          |

| Десятий тиждень |                             |           |                           |
| Дата            | Господарі                   | Результат | Гості                     |
| 19 березня '15  | Британські левові серця     | 2-3       | Марокканські атласні леви |
| 20 березня '15  | Російська боксерна команда  | 1-4       | Кубинські приборкувачі    |
| 20 березня '15  | Українські отамани          | 4-1       | Китайські дракони         |
| 21 березня '15  | Алжирські пустельні яструби | 2-3       | Мексиканські воїни        |

| Третій тиждень |                           |           |                             |
| Дата           | Господарі                 | Результат | Гості                       |
| 30 січня '15   | Мексиканські воїни        | 4-1       | Алжирські пустельні яструби |
| 30 січня '15   | Кубинські приборкувачі    | 5-0       | Російська боксерна команда  |
| 30 січня '15   | Марокканські атласні леви | 3-2       | Британські левові серця     |
| 30 січня '15   | Китайські дракони         | 2-3       | Українські отамани          |

| Сьомий тиждень |                             |           |                           |
| Дата           | Господарі                   | Результат | Гості                     |
| 26 лютого '15  | Британські левові серця     | 2-3       | Мексиканські воїни        |
| 27 лютого '15  | Російська боксерна команда  | 5-0       | Марокканські атласні леви |
| 27 лютого '15  | Українські отамани          | 2-3       | Кубинські приборкувачі    |
| 28 лютого '15  | Алжирські пустельні яструби | 3-2       | Китайські дракони         |

| Четвертий тиждень |                            |           |                             |
| Дата              | Господарі                  | Результат | Гості                       |
| 5 лютого '15      | Британські левові серця    | 4-1       | Алжирські пустельні яструби |
| 6 лютого '15      | Українські отамани         | 2-3       | Марокканські атласні леви   |
| 6 лютого '15      | Кубинські приборкувачі     | 5-0       | Китайські дракони           |
| 6 лютого '15      | Російська боксерна команда | 5-0       | Мексиканські воїни          |

| Восьмий тиждень |                             |           |                            |
| Дата            | Господарі                   | Результат | Гості                      |
| 6 березня '15   | Китайські дракони           | 4-1       | Британські левові серця    |
| 6 березня '15   | Марокканські атласні леви   | 1-4       | Кубинські приборкувачі     |
| 7 березня '15   | Алжирські пустельні яструби | 1-4       | Російська боксерна команда |
| 7 березня '15   | Мексиканські воїни          | 5-0       | Українські отамани         |

| Одинадцятий тиждень |                           |           |                        |
| Дата                | Господарі                 | Результат | Гості                  |
| 27 березня '15      | Марокканські атласні леви | 3-2       | Українські отамани     |
| 27 березня '15      | Китайські дракони         | 0-5       | Кубинські приборкувачі |

### Група Б

#### Таблиця
| М  | Команда                     | КАЗ | АЙЗ | США | ІТА | ПОЛ | АРГ | ПУЕ | ВЕН |
| -- | --------------------------- | --- | --- | --- | --- | --- | --- | --- | --- |
| 1. | Вовки Астани                |     | 4:1 | 5:0 | 3:2 | 5:0 | 5:0 | 5:0 | 5:0 |
| 2. | Айзербайджанські вогні Баку | 2:3 |     |     | 4:1 | 5:0 |     | 4:1 | 5:0 |
| 3. | Американські нокаутери      | 0:5 | 4:1 |     | 3:2 | 4:1 | 5:0 |     | 3:2 |
| 4. | Італійські громи            |     | 1:4 | 5:0 |     |     |     | 5:0 | 4:1 |
| 5. | Польські гусари             | 2:3 |     |     | 2:3 |     | 5:0 | 3:2 |     |
| 6. | Аргентинські кондори        |     | 1:4 | 1:4 | 2:2 | 3:2 |     | 2:3 |     |
| 7. | Пуерториканські урагани     |     |     | 3:2 | 3:2 | 3:2 | 4:1 |     | 4:1 |
| 8. | Венесуельські вожді         | 2:3 | 3:2 | 4:1 |     | 3:2 | 4:1 |     |     |

#### Підсумкова таблиця групи Б
| Команда                    | Очки | Місце |
| -------------------------- | ---- | ----- |
| Вовки Астани               | 33   | 1     |
| Азербайджанські вогні Баку | 20   | 2     |
| Американські нокаутери     | 18   | 3     |
| Італійські громи           | 17   | 4     |
| Пуерто-риканські урагани   | 17   | 5     |
| Венесуельські вожді        | 14   | 6     |
| Польські гусари            | 11   | 7     |
| Аргентинські кондори       | 4    | 8     |